# بوكيمون سان ومون (أنمي)
بوكيمون السلسلة: الشمس والقمر «باليابانية ポケットモンスター サン＆ムーン»  ( الترجمة الحرفية لها  حوش الجيب: الشمس والقمر ) ، يشار إليها عادةً باسم سلسلة الشمس والقمر ، وهي السلسلة السادسة للأنيمي.عرضت علي شبكة تلفزيون طوكيو في 17 نوفمبر 2016، والتي نشرت معلومات من هذه السلسلة كشعار ومظهر جديد للبطل الرئيسي آش كيتشوم .
في هذه السلسلة الجديدة ، يصل آش إلى المنطقة الجديدة ألولا مع بيكاشو لمواصلة سعيه ليصبح بوكيمون ماستر . ومع ذلك ، بدلاً من السفر ، يسجل اش نفسه في مدرسة بوكيمون في جزيرة ميليملي ويبقى مع المدرس الجديد البروفيسور كوكوي (ク ク イ 博士 ) ، إلى جانب زملاء الدراسة الجدد سوفيوكليس (マーマネ مامانِ) و ميلو (マオ ماو) و لانا ( سُيرين ス イ レ ン ) وكايوي (カキ كاكي ) و ليلَي (リ ー リ エ ريرِي) . تركز السلسلة على تجارب اَش مع أصدقائه الجدد في المدرسة ، بالإضافة إلى تقدمه في تحدي الجزيرة للتأهل كمستخدم زي-موف .
كان تاريخ أول حلقة يابانية من الانمي في 17 نوفمبر 2016 ، بينما كان تاريخ البدء باللغة الإنجليزية في 17 مارس 2017. ومع ذلك ، فقد تم اطلاق حلقة تجريبية في المملكة المتحدة في 20 نوفمبر 2016 وفي الولايات المتحدة في 5 ديسمبر 2016 كمعاينة للسلسلة الجديدة .

## مواسم
ينقسم في الدوبلاج الإنجليزي لـ 3 مواسم وهي
- بوكيمون : الشمس والقمر (الموسم 20) عددها 43 حلقة و تشمل الحلقات من 951 حتي 984
- بوكيمون : الشمس والقمر - مغامرات الترا (الموسم 21) و تشمل الحلقات من 985 حتي 1033
- بوكيمون: الشمس والقمر - أساطير الترا (الموسم 22) و تشمل الحلقات من 1034 حتي 1087

في الإصدار الياباني الأصلي ، يتم تقسيم أنيمي إلى أركات بدلاً من مواسم الدبلجة الإنجليزية المذكورة أعلاه. من غير المؤكّد حاليًا ما إذا كانت هذه السلسلة ستدوم بأرك واحد أم ستقسم إلى أكثر من واحدة.
- أول تاريخ هو تاريخ الحلقة اليابانية و الثاني تاريخ عرض الحلقة بالدوبلاج الإنجليزي

| Ep № | كود الشعبي | عنوان الحلقة | تاريخ العرض لاول مرة                                                                    |  |
| ---- | ---------- | --- | --------------------------------------------------------------------------------------- |  |
| 951  | SM001      | ألولا إلى مغامرة جديدة! ア ロ ー ラ! は じ め て の 島، は じ め て の ポ ケ モ ン た ち !! الولا! البداية جزيرة ، البوكيمون البدئي !!                             | : 17 نوفمبر ، 2016 : 5 ديسمبر 2016 (نظرة خاطفة السلسلة) : 11 فبراير 2017 (وتش ديزني XD) |  |
| 952  | SM002      | تحدي الحراس! 守 り 神 カ プ · コ ケ コ 登場! 挑 戦، オ レ た ち の Z ワ ザ !! الحارس تابو كوكو يظهر! تحدي ، مع الزي-موف خاصتنا!                                    | : 17 نوفمبر ، 2016 : 5 ديسمبر 2016 (نظرة خاطفة السلسلة) : 11 فبراير 2017 (وتش ديزني XD) |  |
| 953  | SM003      | تحميل الديكس! よ ロ ト し く، ボ ク، ロ ト ム 図 鑑 ロ ト! تشرفت بلقاء روتو ، أنا الروتومدكس ، روتو!                                                               | : 24 نوفمبر ، 2016 : 13 مايو ، 2017                                                     |  |
| 954  | SM004      | الصيد الأول في ألولا ، نمط\اسلوب كيتشوم! モ ク ロ ー 登場! ア ロ ー ラ で ポ ケ モ ン ゲ ッ ト だ ぜ !! أدخل الروليت! مسكت بوكيمون في الولا !!                     | : 24 نوفمبر ، 2016 : 14 مايو ، 2017                                                     |  |
| 955  | SM005      | يو ، هو ، هو! هيا ، بوبَليو! ア シ マ リ، が ん バ ル ー ン! بوبَليو ، هل هذا البالونيست ملكك!؟                                                                      | : 1 ديسمبر 2016 : 15 مايو ، 2017                                                        |  |
| 956  | SM006      | سريع و سهل \ (ترجمة حرفية) صدمة الجري في البقالة ! び り び り ち く ち く ト ゲ デ マ ル! زينغ زاب توجيدمارو!!                                                    | : 8 ديسمبر 2016 : 16 مايو ، 2017                                                        |  |
| 957  | SM007      | لهذا السبب اصبح ليتين وغد! 市場 の 風 来 坊 ニ ャ ビ ー! متشرد السوق ، ليتيتن!                                                                                     | : 15 ديسمبر 2016 : 17 مايو ، 2017                                                       |  |
| 958  | SM008      | تحدي الاعتناء ببيض ليلي! タ マ ゴ 係 は だ れ だ ~؟ من هو المسؤول عن البيض؟                                                                                        | : 22 ديسمبر 2016 : 18 مايو ، 2017                                                       |  |
| 959  | SM009      | لأعلى طوطم! ぬ し ポ ケ モ ン は デ カ グ ー ス! طوطم البوكيمون جمشوس!                                                                                             | : 5 يناير ، 2017 : 19 مايو ، 2017                                                       |  |
| 960  | SM010      | تجربة ومحنة! 出 る か Ｚ ワ ザ！ 大 試練 へ の 挑 戦 ！！ هل ستعمل الزي-موف ؟!تحدي التجربة الكبرى !!                                                               | : 12 يناير ، 2017 : 20 مايو ، 2017                                                      |  |
| 961  | SM011      | شباب كياوي لديه مزرعة! サ ト シ، カ キ ん ち に 行 く! آش يزور كياوي!                                                                                              | : 19 يناير ، 2017 : 27 مايو ، 2017                                                      |  |
| 962  | SM012      | الشمس ، الفزع ، المخبأ السري! 課外 授業 は ヒ ド イ デ!؟ الدرس اللامنهجي موجود على مارياني !؟                                                                      | : 26 يناير ، 2017 : 3 يونيو ، 2017                                                      |  |
| 963  | SM013      | السباق إلى حدث كبير! ア ロ ー ラ パ ン ケ ー キ 大 レ ー ス! سباق الولا الكبير لفطيرة البان الكيك !                                                                | : 2 فبراير ، 2017 : 10 يونيو ، 2017                                                     |  |
| 964  | SM014      | اتعرف عليك! 勇 気 の 結晶، リ ー リ エ と ロ コ ン! ثمرة الشجاعة: ليلي وفولبيكس!                                                                                   | : 9 فبراير 2017 : 17 يونيو ، 2017                                                       |  |
| 965  | SM015      | اهتزاز ندوب التلال! 爪 あ と の 丘، イ ワ ン コ と ル ガ ル ガ ン !! ندوب التلال، روك راف و لايكانروك !!                                                           | : 23 فبراير 2017 : 24 يونيو ، 2017                                                      |  |
| 966  | SM016      | قد لا يكونوا عمالقة! 小 さ な 三 匹، 大 き な 冒 険 !! ثلاثي صغير في مغامرة كبيرة !!                                                                               | : 2 مارس ، 2017 : 1 يوليو ، 2017                                                        |  |
| 967  | SM017      | واضحة وضوح الشمس! ア ロ ー ラ 探 偵 ロ ト ム! 消 え た ク リ ス タ ル の 謎 !! روتوم محقق ألولا! سر الكريستال المفقود !!                                           | : 9 مارس 2017 : 1 يوليو ، 2017                                                          |  |
| 968  | SM018      | بحث محنك! マ ジ ィ!؟ マ オ の お 料理 大作 戦 !! هل أنت مجنون؟ عملية طهي ميلو !!                                                                                   | : 16 مارس 2017 : 1 يوليو ، 2017                                                         |  |
| 969  | SM019      | إعادة مباراة الحارس! 電 撃 猛 特訓! カ プ · コ ケ コ と の 再 戦 !! التدريب المكثف صدمة كهربائية! مباراة الاعادة مع تابو كوكو!                                     | : 23 مارس 2017 : 1 يوليو ، 2017                                                         |  |
| 970  | SM020      | وعود الشريك! サ ト シ と ピ カ チ ュ ウ، 二人 の 約束 آش وبيكاتشو ، وعد الاثنين                                                                                    | : 6 أبريل ، 2017 : 1 يوليو ، 2017                                                       |  |
| 971  | SM021      | انتهت رحلة واحدة ، يبدأ آخر ... ニ ャ ビ ー، 旅 立 ち の 時! ليتيتن ، رحلة الوقت الرحيل!                                                                           | : 6 أبريل ، 2017 : 1 يوليو ، 2017                                                       |  |
| 972  | SM022      | انتبه للمجرفة! ス コ ッ プ に 要 注意 !!! احذر من المجارف !!! | : 13 أبريل 2017 : 8 يوليو ، 2017                                                        |  |
| 973  | SM023      | هل ستعود الفرقة مرة أخرى معا! 衝 撃！ ダ グ ト リ オ 解散？！ هذا هو المفزع الحقيقي! ديجتريو انهيار؟!                                                              | : 20 أبريل ، 2017 : 15 يوليو ، 2017                                                     |  |
| 974  | SM024      | البيت الألولي المفتوح! ア ロ ー ラ! は じ め て の 授業 参 観 !! الولا! أول بيت مفتوح !!                                                                           | : 27 أبريل ، 2017 : 22 يوليو ، 2017                                                     |  |
| 975  | SM025      | صراع فريق ضد فريق! ク リ ス タ ル 争奪 戦! ロ ケ ッ ト 団 対 ス カ ル 団 !! القتال على كريستال! فريق روكيت مقابل فريق سكيل!!                                       | : 4 مايو ، 2017 : 29 يوليو ، 2017                                                       |  |
| 976  | SM026      | الي اللقاء يا سوفوكليس! さ よ な ら マ ー マ ネ! وداعاً يا سوفوكليس!                                                                                                | : 11 مايو ، 2017 : 5 أغسطس ، 2017                                                       |  |
| 977  | SM027      | تنافس ساطع! 出 で よ! 紅 き 眼 差 し ル ガ ル ガ ン !! تقدم بقوة! ليكانروك مع نظرة قرمزية!                                                                         | : 18 مايو ، 2017 : 19 أغسطس ، 2017                                                      |  |
| 978  | SM028      | عزل قاعدة البوكيمون (المشتعلة) حرارة ! 熱 闘 ポ ケ ベ ー ス! ね ら え 逆 転 ホ ー ム ラ ン !! مباراة قاعدة البوكي(مون) العنيفة! تهدف لبلوغ موطن تحويل المد والجزر! | : 25 مايو ، 2017 : 26 أغسطس ، 2017                                                      |  |
| 979  | SM029      | سكون نحو اللا لا لاند! ネ マ シ ュ の 森 で あ な た も 寝 ま し ゅ؟ إذاً أأنت نائم في غابة موريل بعمق ؟                                                            | : 8 يونيو ، 2017 : 2 سبتمبر ، 2017                                                      |  |
| 980  | SM030      | الارتفاع و الصاعقة\ ليلي اعتني ببيكاتشو! リ ー リ エ، ピ カ チ ュ ウ を か わ い が っ て あ げ て ね ليلي ، اعتني ببيكاتشو                                        | : 15 يونيو ، 2017 : 9 سبتمبر ، 2017                                                     |  |
| 981  | SM031      | همس الجزيرة! ラ イ チ 登場! 泣 い て 笑 っ て، 島 ク イ ー ン !! أوليفيا يظهر! البكاء ، الضحك ، جزيرة كاهونا !!                                                    | : 22 يونيو ، 2017 : 16 سبتمبر ، 2017                                                    |  |
| 982  | SM032      | البحث عن الكنز ، اسلوب أكالا ! お 宝 発 見! ム ー ラ ン ド サ ー チ !! اكتشاف الكنز! بحث الستاوتلاند!                                                              | : 29 يونيو ، 2017 : 23 سبتمبر ، 2017                                                    |  |
| 983  | SM033      | سماء كبيرة ، قلي السمكة الصغيرة! ヨ ワ シ 強 し، 池 の ぬ し! ويشي ويشي العظيم ، طوطم البحيرة - واي!                                                               | : 6 يوليو ، 2017 : 30 سبتمبر ، 2017                                                     |  |
| 984  | SM034      | لحظة تتويج الحقيقة! 炎 の バ ト ル! ガ ラ ガ ラ あ ら わ る !! معركة نارية! مرواك يظهر!!                                                                           | : 20 يوليو ، 2017 : 7 أكتوبر ، 2017                                                     |  |
| 985  | SM035      | الكاري نعمة ونكهة! カ レ ー な バ ト ル! ラ ラ ン テ ス の 舞 !! معركة فخمة بالكاري!رقص اللورانتيس!                                                                | : 27 يوليو ، 2017 : 14 أكتوبر ، 2017                                                    |  |
| 986  | SM036      | محاكمات و قرارات! ラ イ チ の 大 試練! 一番 ハ ー ド な ポ ケ モ ン 勝負 !! محاكمة أوليفيا الكبرى!أصعب مباراة بوكيمون!                                             | : 3 أغسطس ، 2017 : 21 أكتوبر ، 2017                                                     |  |
| 987  | SM037      | ارتفاع من الأنقاض! イ ワ ン コ と い の ち の 遺跡 の 守 り 神! روك راف وأنقاض الحياة الحراس!                                                                      | : 10 أغسطس ، 2017 : 28 أكتوبر ، 2017                                                    |  |
| 988  | SM038      | ميميكو غير المقنعة! ミ ミ ッ キ ュ の ば け の か わ! تمويه ميميكو!                                                                                                | : 17 أغسطس ، 2017 : 4 نوفمبر ، 2017                                                     |  |
| 989  | SM039      | ميلو ومعلم الغابة! 家 出 の マ オ と ヤ レ ユ ー タ ン! هروب ميلو من المنزل و اورانجورو !                                                                          | : 24 أغسطس ، 2017 : 11 نوفمبر ، 2017                                                    |  |
| 990  | SM040      | بالونات ، بريون ، وفتنة! ア シ マ リ، オ シ ャ マ リ، い か り の ダ ダ リ ン! بوبَليو ، بريون و الانتشجري دهيلميس!                                                 | : 31 أغسطس ، 2017 : 18 نوفمبر ، 2017                                                    |  |
| 991  | SM041      | تصاعد الشحن الكهرباء! ダ ッ シ ュ! デ ン ヂ ム シ اندفاع! تشارجاباج                                                                                                | : 7 سبتمبر ، 2017 : 25 نوفمبر ، 2017                                                    |  |
| 992  | SM042      | الولا ، كانتو! カ ン ト ー で ア ロ ー ラ! タ ケ シ と カ ス ミ !! في كانتو ، ألولا! بروك وميستي !!                                                                | : 14 سبتمبر ، 2017 : 25 نوفمبر ، 2017                                                   |  |
| 993  | SM043      | عندما الاقطار المناطق! ジ ム バ ト ル! Z ワ ザ 対 メ ガ シ ン カ !! معركة الصالة الرياضية! زي-موف ضد ميجا ايفيليوشن !!                                             | : 21 سبتمبر ، 2017 : 9 ديسمبر 2017                                                      |  |

## الشخصيات
آش كيتشوم (サトシ Satoshi)
بطل الانمي يصل إلى منطقة الولا لرؤية بوكيمونات جديدة برفقة صديقه بكياتشو و هو يتمني ان يصبح و بوكيمون ماستر Pokémon Master أثناء سعيه لحلمه ينضم لمدرسة البوكيمون في الولا هناك يقابل اصدقاء جدد و هم ليلي و كياوي و مايو و لانا و سوفوكليس و يبدء بالسفر معهم حول منطقة الولا ليجمع البوكيمونات و يتعلم عن تقنية الزد موف الجديدة
يرتدي الزي الجديد الذي يختلف عن ملابسه السابقة. يرتدي قميصًا مقلم فضفاضًا بأكمام قصيرة باللونين الأبيض والأزرق ، وبنطال كابري بني مع خطوط حمراء مع جيوب واسعة وأكمام مطوية حمراء عند حافة بنطال كابري و أحذية رياضية زرقاء. قبعته حمراء وسوداء وتصميم كرة بوكيمون بيضاء. يرتدي حلقة زد- رينج عليها كريستالة زاد الكهربية على معصمه الأيسر والذي تم تغييره فيما بعد إلى حلقة طاقة الزد.
ليلَي (リ ー リ エ ريري )
فتاة من منطقة الولا و هي تخاف من لمس البوكيمونات و لكن لديها معرفة كبيرة ببوكيمونات الولا و بعد فترة تغلبت على خوفها و تمكنت من لمس البوكيمونات حيث بدئت مع بيكاتشو الخاص بآش هي فتاة ذات عيون خضراء وشعر أشقر بلاتيني مع اثنين من الضفائر. ترتدي قبعة بيضاء كبيرة ، مع شريط أزرق حولها. ترتدي فستانًا أبيض ذو خطوط زرقاء شفافة وزوجًا من الجوارب الطويلة وأحذية مسطحة بيضاء. كما أنها ترتدي حلقة الزد- رينج عليها كريستالة زاد الثلجية ذراعها الأيسر.
كياوي (カキ في النسخة اليابانية كاكي )
شاب ذو بشرة داكنة. لديه شعر برتقالي وبني بأسلوب يشبه النار.يرتدي شورتًا أحمر اللون ذو مخطط أسود وصنادل بنفس اللون. لا يرتدي قميصًا ، على الرغم من أنه لديه بعض الأشرطة السوداء على كتفيه مربوطة بقلاده ، التي تحمل شارة صغيرة وزخارف من الريش يرتدي حلقة الزد-رينج عليها كريستالة زاد النارية حول ذراعه الأيسر.
ميلو
فتاة ذات بشرة صفراء محمرة تزين زهرة وردية في شعرها الأخضر ولها عيون خضراء.ترتدي قميصًا بدون أكمام وردي مع وزرة خفيفة فاتحة اللون.ترتدي سروال جينز قصير والأحذية خضراء مع أقواس خضراء داكنة صغيرة. لديها أيضا شارة ذهبية على شكل البرسيم على وسطها.
بصفتها عضوًا في حراس الالترا ، ترتدي ميلو زيًا بحريًا باللونين الأخضر والأبيض مع لهجات خضراء شاحبة ، حيث تكون حافة الأكمام القصيرة والياقة والخطوط الداخلية لزيها الرسمي سوداء وترتدي قفازات مطابقة للبحر الأخضر.
لانا ( سُيرين ス イ レ ン )
هي فتاة من الولا و هي زميلة آش في مدرسة البوكيمون و هي احدي رفاقه في السفر عيونها و شعرها ازرق اللون ، الأخيرة ترتدي فيها زخرفة صفراء. ترتدي قميصًا أبيض بلا أكمام مع فانيلا زرقاء داكنة ورداء قصيرًا خلف ظهرها. كما أنها ترتدي سروالًا أزرق مع وجود نمط موجي محكم بخطوط صفراء ، بها أيضًا شارة مرفقة ، كما ترتدي زوجًا من القباقيب الزرقاء.
تم الكشف لاحقًا أن فانيلا لانا الزرقاء الداكنة هو في الواقع ملابس سباحة من قطعة واحدة. ترتدي حلقة زد- رينج زرقاء اللون عليها كريستالة الزد المائية حول ذراعها الأيسر.
سوفوكليس (マーマネ ماماني)
فتى من الولا قصير سمين قليلا ، لديه شعر برتقالي وعيون بنية.يرتدي وشاحًا أصفر حول عنقه يشبه ذيل بيكاتشو وقميصًا أبيض ، مع تصميم برتقالي من لعبة جيم بوي ملون عليها. كما يرتدي سروالاً بني اللون مع مخطط أصفر وبعض الأحذية الخضراء ذات تصميم خفيف ونعال زرقاء. على جانبه الأيمن من الوركين ، يحتوي حزامه على سلسلة مفاتيح مع إلكترود مصغر ويربط حزامًا يحتوي على شارة حول وسطه. كما يرتدي زد- رينج مع كريستالة الزد الحشرية محفورة عليها في ذراعه اليسرى.